# Neverending Nightmares
Neverending Nightmares es un videojuego desarrollado por Infinitap Games. Es un juego de terror inspirado en los problemas personales del diseñador en jefe Matt Gilgenbach con su trastorno obsesivo-compulsivo y depresión; en una entrevista, declaró que él «intentaba crear ese sentimiento [de desolación y desesperanza] en Neverending Nightmares».

## Jugabilidad
El jugador asume el papel de Thomas, un hombre que se «despierta» de una pesadilla a otra. A medida que el jugador controla a Thomas a lo largo del juego, las pesadillas se vuelven progresivamente peores, incluyendo monstruos aterradores que acechan en su interior. Cada vez que Thomas muera en una pesadilla, se cruce con una fuerte causea de depresión, o se autolesione, él «despertará» en la misma pesadilla de antes o una diferente. Esto funciona como el sistema de punto de control y guardado del juego. El juego contiene un total de tres finales diferentes, todos influenciados por las decisiones o caminos del jugador.
El juego dispone de un estilo de arte 2D dibujado a mano influenciado fuertemente por los trabajos de Edward Gorey. Emplea una interfaz de usuario minimalista, indicaciones en pantalla y pantallas de carga durante el juego para incrementar la inmersión.

## Trama

### Escenario y personajes
Neverending Nightmares se centra en Thomas Smith, un hombre joven que sufre de pesadillas aparentemente interminables (de ahí el título). Otro personaje, Gabby, es introducido como la hermana pequeña de Thomas, y aparece frecuentemente en sus pesadillas, ocasionalmente intercambiando papeles. En ciertos puntos del juego, Thomas encuentra a Gabby muerta en varias situaciones; Thomas también podrá morir en sus pesadillas, a veces por mano propia, aunque esto lo hará despertar en otra pesadilla.
A lo largo del juego, el cual se insinúa que transcurre a finales de los 1800, Thomas deberá explorar varias ubicaciones en sus pesadillas. Estas incluyen una mansión, un cementerio, un manicomio, un bosque y un hospital.

### Historia
El juego comienza con Thomas «despertándose» de una pesadilla, en la cual ha apuñalado a su hermana menor Gabby en el estómago. Mientras deambula por cada pesadilla, «despertándose» en la cama en cada ocasión, el jugador verá a Thomas autolesionarse por su depresión de formas tan espantosas como sacarse un vaso sanguíneo o incluso un hueso de su brazo.
Dependiendo de las acciones del jugador, Thomas finalmente despertará en uno de tres finales diferentes.
- En un final, tras despertarse, un joven Thomas va a la habitación de Gabby y le da un beso de buenas noches a su hermana durmiente.[6]
- En otro final, luego de escapar de una versión de pesadilla de él mismo, Thomas se despierta lentamente en un hospital con sus brazos vendados y sangrientos. Gabby, quien puede ser su hermana o su esposa, le suplica que despierte, y se alegra cuando finalmente lo hace.[6]
- En el último final, un Thomas adulto se despierta en su escritorio, donde lee una carta de Gabrielle, su esposa. Tras la pérdida de su hija, Gabrielle es forzada a abandonar a Thomas, ya que él no pudo superar la tragedia. Luego de leer la carta, Thomas llora silenciosamente en su silla. Un retrato en la pared insinúa que la chica asesinada al comienzo era su hija y no Gabrielle.[6]

## Desarrollo
En septiembre de 2013, una campaña de Kickstarter para el desarrollo del juego fue financiada exitosamente, acumulando $106.722 de su objetivo original de $99.000. El juego fue lanzado para Linux, OS X y Windows por medio de Steam, al igual que para Android por medio de Ouya el 26 de septiembre de 2014.Se lanzaron ports para PlayStation 4 y PlayStation Vita el 3 de mayo de 2016. Las versiones de iOS y Android fueron lanzadas el 29 de septiembre de 2017. El juego fue lanzado para Nintendo Switch el 22 de julio de 2020.

## Recepción

### Prelanzamiento
Neverending Nightmares recibió reseñas positivas durante el transcurso de su desarrollo. Adam Sessler dijo que estuvo «muy, muy interesante» después de jugar una versión temprana en la Penny Arcade Expo. Lo comparó con Gone Home en la forma de contar una historia personalmente relevante para su creador. IGN lo incluyó en una lista de juegos de terror más anticipados para 2014, enfatizando su «estilo de pluma y tinta maravillosamente distinto». Fue nominado por The Escapist a uno de los mejores juegos de E3 2014.

### Poslanzamiento
El juego de PC recibió un puntaje de 68/100 en Metacritic indicando «reseñas mixtas o medias». Smangaliso Simelane aclamó la «banda sonora espeluznante compuesta por notas de piano y gemidos sintéticos». Giant Bomb lo nominó al juego más atractivo y mejor juego de terror de 2014.En una reseña positiva, GameRevolution elogió la historia y la atmósfera, diciendo que «ya sea que te dé miedo o no, definitivamente quedarás perturbado e intrigado».
En una reseña mixta, Kyle Hilliard de Game Informer aclamó el arte, los entornos y el diseño de sonido, y sintió que el juego «logra hacer que el jugador sienta una tristeza insquietante en un entorno aterrador», pero «se queda corto en términos de jugabilidad».De forma similar, Justin Clark de GameSpot elogió la atmósfera y el estilo de arte del juego, pero criticó la jugabilidad, los finales y el valor de rejugabilidad.

### Ventas
En abril de 2015, se reportó que Neverending Nightmares había vendido alrededor de 22.000 copias en todas las plataformas, y que había generado $250.000 en ingresos.